# Лист Зинов'єва
Лист Зинов'єва — суперечливий документ, який був опублікований в англійській пресі у 1924 і привів до падіння першого уряду лейбористів у Британії.

## Історія листа

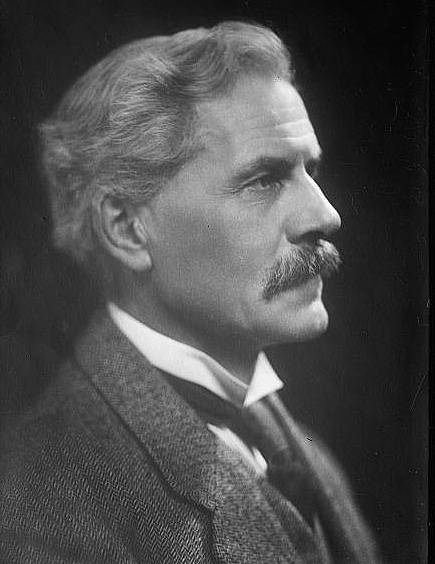
Лейбористський прем'єр Рамсей Макдональд

25 жовтня 1924, за 4 дні до парламентських виборів у Великій Британії, в газеті Daily Mail був опублікований «Лист Зинов'єва», нібито написаний головою Комінтерну Григорієм Зінов'євим і адресований ЦК Компартії Великої Британії. Лист, датований 15 вересня 1924, містив заклик сприяти зміцненню відносин з урядом більшовиків і активізувати підривну роботу в армії і на флоті, готувати власні кадри для майбутньої громадянської війни, проголошував курс на збройну боротьбу з буржуазією. У листі пропонувалося створювати осередки «у всіх військових частинах, а також на фабриках, що виготовляють озброєння».
Лист викликав гучний скандал. Мова тоді йшла про надання більшовицькій Росії великого кредиту. Того ж дня, як лист з'явився в ЗМІ, британський МЗС направило спеціальну ноту повноважному представнику СРСР у Великій Британії Раковському, в якій «лист Зинов'єва» трактувався як «інструкції для британських підданих для насильницького повалення існуючого ладу в цій країні і розкладання збройних сил Його Величності». У відповіді Раковського на ноту, що надійшла вже наступного дня, заперечувалася справжність «листа Зинов'єва» і приводився ряд серйозних доказів того, що зміст документа складається з низки нісенітниць, які мають за мету поставити британське громадську думку проти СРСР. Протягом жовтня—грудня 1924 справжність листа, обставини опублікування, політичні наслідки у внутрішньополітичній боротьбі Великої Британії не раз дебатувалися в парламенті Великої Британії. Сам «автор» листа — Зінов'єв — дав інтерв'ю представникам ЗМІ, у якому публікацію «листа» розглядав як провокацію напередодні виборів вождів ліберально-консервативного блоку Великої Британії, і обіцяв звернутися від імені Комінтерну в Генеральну рада англійських профспілок з проханням призначити комісію для перевірки справжності листа.
17 листопада 1924 Політбюро ВКП (б) ухвалило рішення наполягати на вимозі третейського суду, а 18 грудня того ж року доручило підготувати ноту англійському урядові про те, що особі, котра доставила «листа Зинов'єва», гарантується безпека і безкарність у разі, якщо вона легалізує себе. Паралельно від імені Виконкому Комінтерну англійським профспілкам було направлено пропозицію розслідувати питання про автентичність документа. Бажаючи зняти з себе підозри, радянські керівники дозволили іноземцям заглянути в свої секретні архіви.
У листопаді 1924 року в Москві делегація британських профспілок вивчила протоколи засідань Виконкому Комінтерну і не знайшла слідів анти-англійської діяльності. У травні 1925 року Генеральна рада британських профспілок зробила спеціальну заяву, в якій констатувалося, що делегація профспілок у Москві повністю розслідувала питання про автентичність листа і вважає його фальсифікацією.
Проте міністр закордонних справ Великої Британії Остін Чемберлен у своїй ноті Раковському продовжував наполягати на автентичності листа Зинов'єва. У середині грудня ситуація з листом знову загострилася у зв'язку із загостренням політичної боротьби в самому британському парламенті. 15 грудня 1924 зі спеціальною промовою з цього питання знову виступив Чемберлен, на думку якого колишній уряд до виходу у відставку провело розслідування, і до самого останнього моменту ця комісія не могла прийти до висновку — чи це справжній лист чи ні. Нове розслідування, за заявою Чемберлена, дозволило встановити весь пройдений шлях листом, від початку до кінця, і переконало членів підкомітету в його автентичності. У ході подальшого обговорення питання Чемберлен твердо дотримувався заявленої позиції.
2 січня 1925 уряд СРСР заявив про закінчення листування між урядами з даного питання.
Таким чином, епопея з листом закінчилася, як і починалася, відповідальними політичними деклараціями. Дослідники вважають, що в тому вигляді, в якому лист був опублікований і докладено до офіційної ноти МЗС Великої Британії, його в природі дійсно не існувало. В результаті публікації цього листа лейбористи програли вибори, і перший у британській історії лейбористський уряд Рамсея Макдональда змушений був піти у відставку. Англо-радянські стосунки були на багато років зіпсовані. Не була ратифікована англо-радянська торгова угоду, Радянській Росії не вдалося отримати кредити на відновлення економіки.

## Подальші розслідування

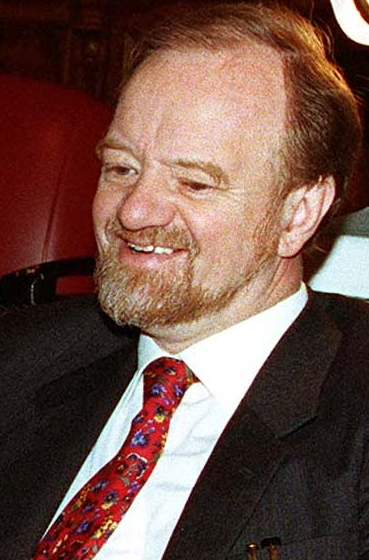
Робін Кук

Протягом багатьох десятиліть лейбористи не раз намагалися з'ясувати походження листа, не сумніваючись, що це справа рук консервативної партії і спецслужб.
Наприкінці XX століття за розпорядженням міністра закордонних справ Англії Робіна Кука були відкриті деякі архіви, в результаті чого з'ясувалося, що лист був переданий ризькій резидентурі російським емігрантом з Берліна, який заробляв на створенні подібних фальшивок гроші. Після вивчення розсекречених архівів спецслужб Сполученого Королівства, а також архівів в Москві, провідний історик британського МЗС Джилл Беннетт прийшла до висновку, що лист, через яке в 1924 впав лейбористський уряд Макдональда й загострилися відносини між Великою Британією і Росією, був фальшивкою.

## Виноски
1. ↑  Самый знаменитый политический подлог в истории Британии получил объяснение. Архів оригіналу за 22 жовтня 2008. Процитовано 19 вересня 2010.